# Assemblée provinciale du Haut-Uele
Bureau définitif
Inongo
L'Assemblée Provinciale du Haut-Uele est l'organe législatif décentralisé de la province du Haut-Uele, en République démocratique du Congo. Elle joue un rôle essentiel dans la gestion des affaires publiques et le développement de cette province située dans la région du nord-est du pays.

## Historique
L'Assemblée provinciale du Haut-Uele a été créée à la suite de la réforme administrative de 2006 qui a redéfini les frontières des provinces et renforcé les institutions provinciales en RDC. Cette réforme visait à promouvoir la décentralisation et à rapprocher les instances décisionnelles des citoyens.

### Siège
Le siège de l'Assemblée provinciale se trouve dans la ville d'Isiro, chef-lieu de la province de Haut-Uele. Le bâtiment officiel, un édifice symbolique de l'autonomie provinciale, est situé au cœur de la ville,.

## Corps et structure

### Membres
L'Assemblée provinciale du Haut-Uele est composée de 20 députés provinciaux élus au suffrage universel indirect par les membres des assemblées locales. Ces membres représentent les différentes entités administratives de la province.

### Bureau de l'assemblée
Le Bureau de l'assemblée provinciale est l'organe dirigeant qui supervise les activités de l'institution,,,. Il est constitué :
- D'un président, responsable de la direction des travaux et représentant officiel de l’Assemblée[9],[10].
- D'un vice-président, chargé de seconder le président.
- D'un rapporteur, responsable de la documentation et des comptes rendus.
- D'un questeur, chargé des finances et de la gestion des ressources.

### Commissions permanentes
L'assemblée dispose de plusieurs commissions permanentes qui travaillent sur des domaines spécifiques tels que, :
- Les finances et le développement économique[13],[14],[15],[16].
- L’infrastructure et l’aménagement du territoire.
- La santé, l’éducation et les affaires sociales.
- La justice et les droits humains.

Ces commissions préparent des rapports et des recommandations pour orienter les décisions de l’Assemblée.

## Rôles et missions
L’assemblée provinciale du Haut-Uele a pour mission principale de légiférer sur les matières de compétence provinciale et de contrôler les actions de l’exécutif provincial,,.

## Défis et enjeux
Malgré son rôle important, l’assemblée provinciale fait face à plusieurs défis, notamment :
- Le financement insuffisant des activités provinciales[20].
- La faiblesse des infrastructures locales, freinant les travaux de l’assemblée.
- La nécessité de renforcer la capacité des membres pour une meilleure gouvernance.
- Les tensions politiques pouvant perturber le fonctionnement institutionnel.

Malgré ces obstacles, l’assemblée provinciale du Haut-Uele s’efforce de répondre aux attentes de la population et de promouvoir un développement inclusif et durable pour la province.